# Ceratostema
Ceratostema är ett släkte av ljungväxter. Ceratostema ingår i familjen ljungväxter.

## Dottertaxa tillCeratostema, i alfabetisk ordning[1]
- Ceratostema alatum
- Ceratostema amplexicaule
- Ceratostema auriculatum
- Ceratostema bracteolatum
- Ceratostema callistum
- Ceratostema calycinum
- Ceratostema campii
- Ceratostema charianthum
- Ceratostema cutucuense
- Ceratostema fasciculatum
- Ceratostema ferreyrae
- Ceratostema flexuosum
- Ceratostema glandulifera
- Ceratostema glans
- Ceratostema lanceolatum
- Ceratostema lanigera
- Ceratostema loranthiflorum
- Ceratostema macbrydiorum
- Ceratostema madisonii
- Ceratostema megabracteatum
- Ceratostema megalobum
- Ceratostema nodosum
- Ceratostema nubigena
- Ceratostema oellgaardii
- Ceratostema oyacachiensis
- Ceratostema pedunculatum
- Ceratostema pendens
- Ceratostema pensile
- Ceratostema peruvianum
- Ceratostema prietoi
- Ceratostema pubescens
- Ceratostema rauhii
- Ceratostema reginaldii
- Ceratostema silvicola
- Ceratostema ventricosum